# Deeper Down
Deeper Down è un EP album della doom metal band britannica My Dying Bride. Venne pubblicato il 18 settembre 2006.
La title track è una versione inedita del medesimo brano, presente in "A Line of Deathless Kings". "The Child of Eternity", invece, è un pezzoesclusivo, non contenuto nell'album e molto vicino ai toni death metal dei primi My Dying Bride.
L'ultima traccia è una versione audio di "A Kiss to Remember", già contenuta nel DVD Sinamorata.
Il video di "Deeper Down" è stato inserito nell'edizione limitata di "A Line of Deathless Kings". La pellicola è stata realizzata da Charlie Granberg, che ha diretto anche i video di "My Twin" e  "Deliberation" dei Katatonia.

## Tracce
1. "Deeper Down" (Uberdoom edit) – 3:50
2. "The Child of Eternity" – 4:16
3. "A Kiss to Remember" (Live) – 7:22

## Formazione

### Gruppo
- Aaron Stainthorpe - voce
- Andrew Craighan - chitarra
- Hamish Glencross - chitarra
- Adrian Jackson - basso
- John Bennett - batteria
- Sarah Stanton - tastiere

### Altri musicisti
- Shaun Taylor-Steels - batteria in "A Kiss to Remember"